# Józef Cichy (polityk)
Józef Cichy (ur. 7 marca 1852, zm. 7 listopada 1913 w Cieszynie) – śląski polityk, działacz społeczny, przedsiębiorca. 
Był właścicielem pieców wapiennych w Goleszowie (późniejszej znanej cementowni). Prezesował pierwszej Spółce Zakupna i Sprzedaży dla Śląska Wschodniego w Cieszynie oraz Rolniczej Spółkowej Kasie Oszczędności i Zaliczek dla Cieszyna i okolicy, działał na rzecz Kasy Raiffeisena. Członek pierwszego zarządu Śląskiej Partii Ludowej, w 1909 kandydat na posła Śląskiego Sejmu Krajowego z okręgu Frysztat-Cieszyn-Jabłonków, naczelnik grupy terenowej Śląskiej Partii Ludowej w Cieszynie; w odbiorze działaczy polskich uchodził za "duszę tej partii i filar niemieckości". W 1911 przewodniczył komitetowi wyborczemu Józefa Kożdonia. 
W lipcu 1910 współtworzył organizację społeczno-kulturalną Śląski Związek Ludowy „Nasza Ojczyzna” (późniejszy Związek Ślązaków) i został jej pierwszym prezesem. Zmarł po krótkiej chorobie 7 listopada 1913, pochowany na cmentarzu w Cieszynie przy "tak olbrzymim udziale ludności, jakiego ulice Cieszyna rzadko kiedy oglądały", w tym delegacji Śląskiego Związku Ludowego z Karwiny, Goleszowa, Ustronia, Skoczowa, Marklowic, a także w obecności przedstawicieli władz lokalnych i arystokracji. Uroczystościom przewodzili pastorowie Paweł Broda z Goleszowa i Jan Pindór z Cieszyna, przemawiał m.in. Józef Kożdoń. Organ Związku "Ślązak" upamiętnił zmarłego prezesa nadzwyczajnym numerem, zawierającym jedynie nekrologi, a poza obszerną relacją z pogrzebu zamieszczono także anonimowy wiersz panegiryczny.    